# Trifolium medium
Trifolium medium là một loài thực vật trong chi Trifolium.

## Hình ảnh

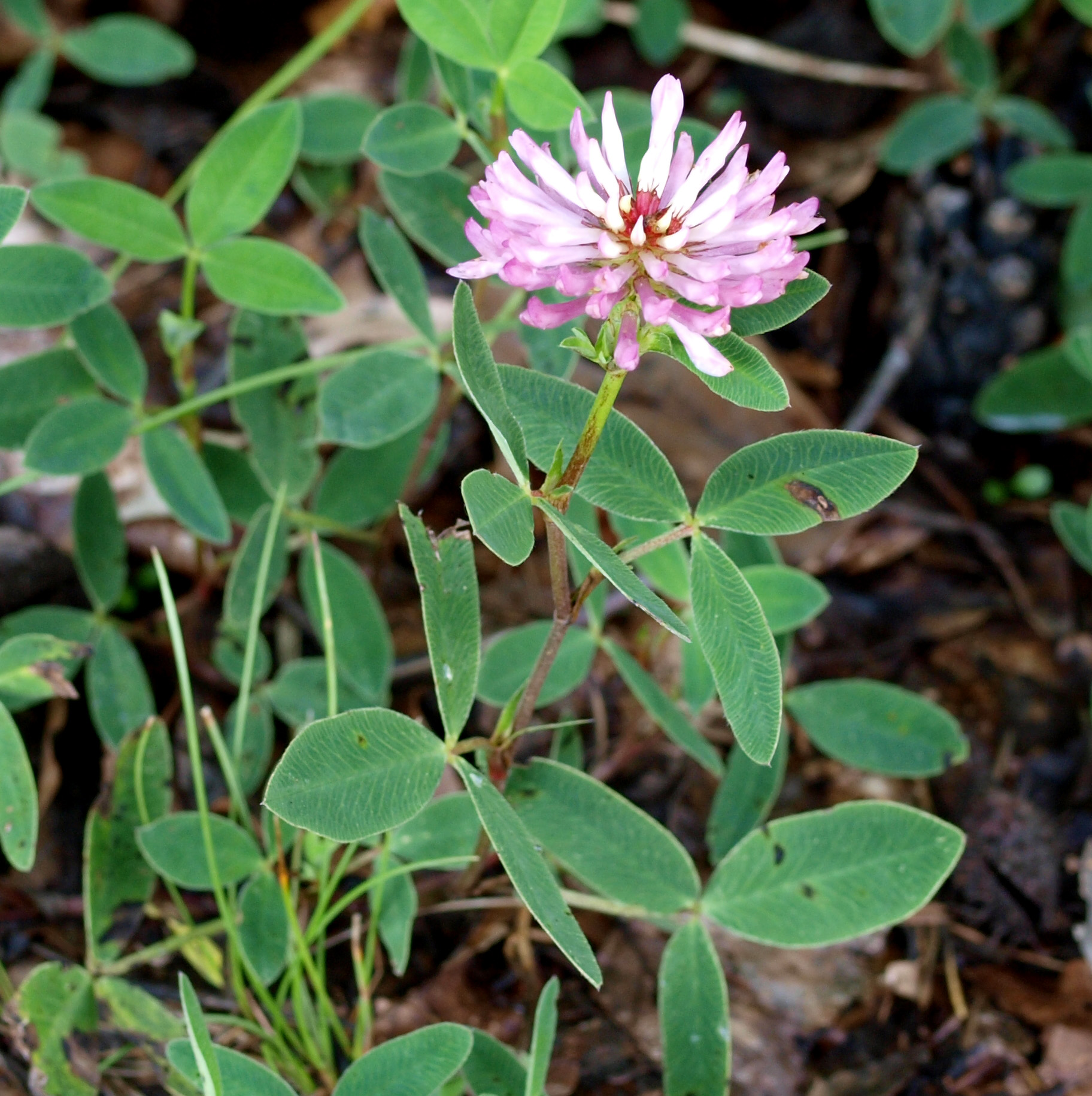
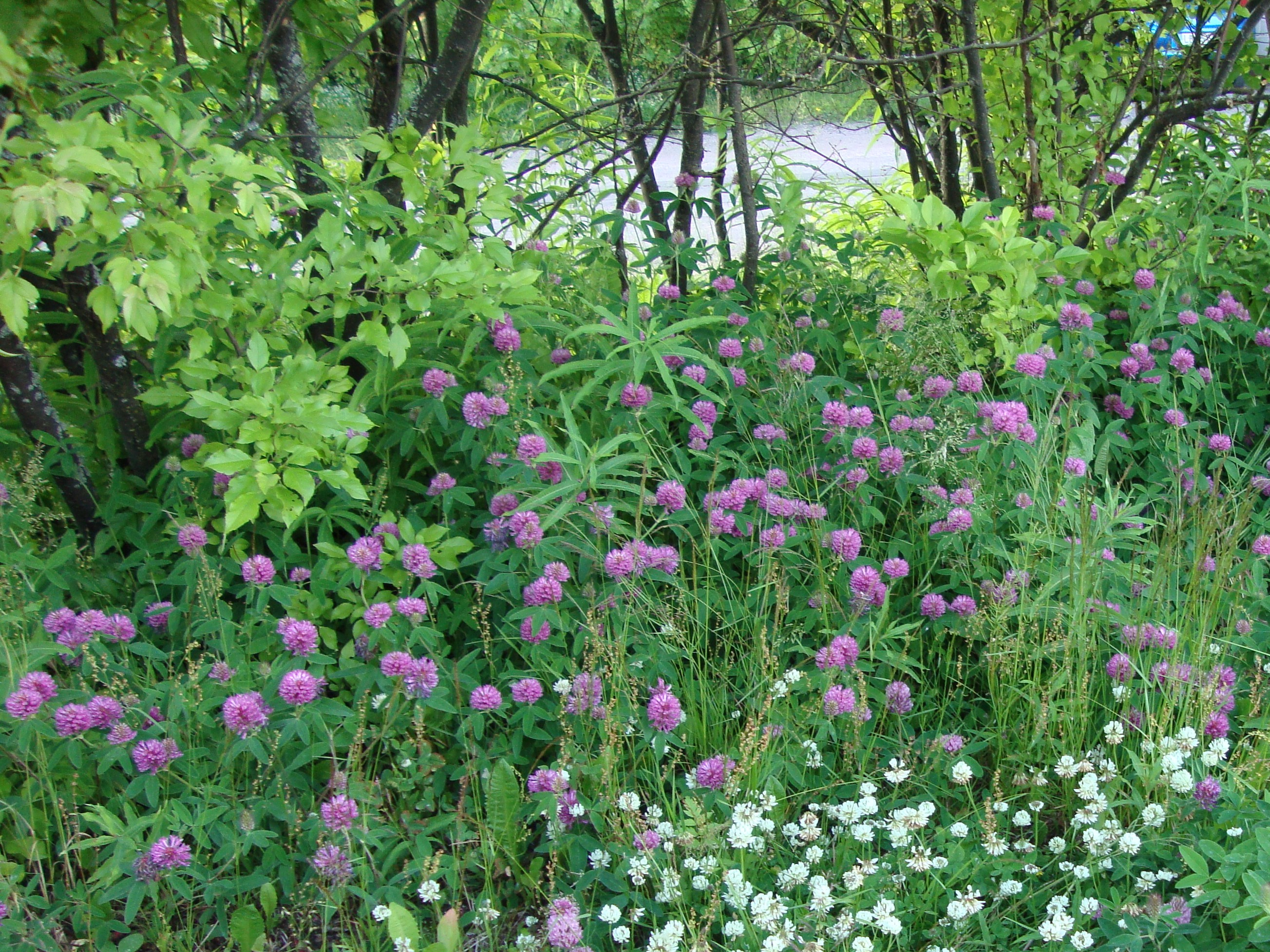
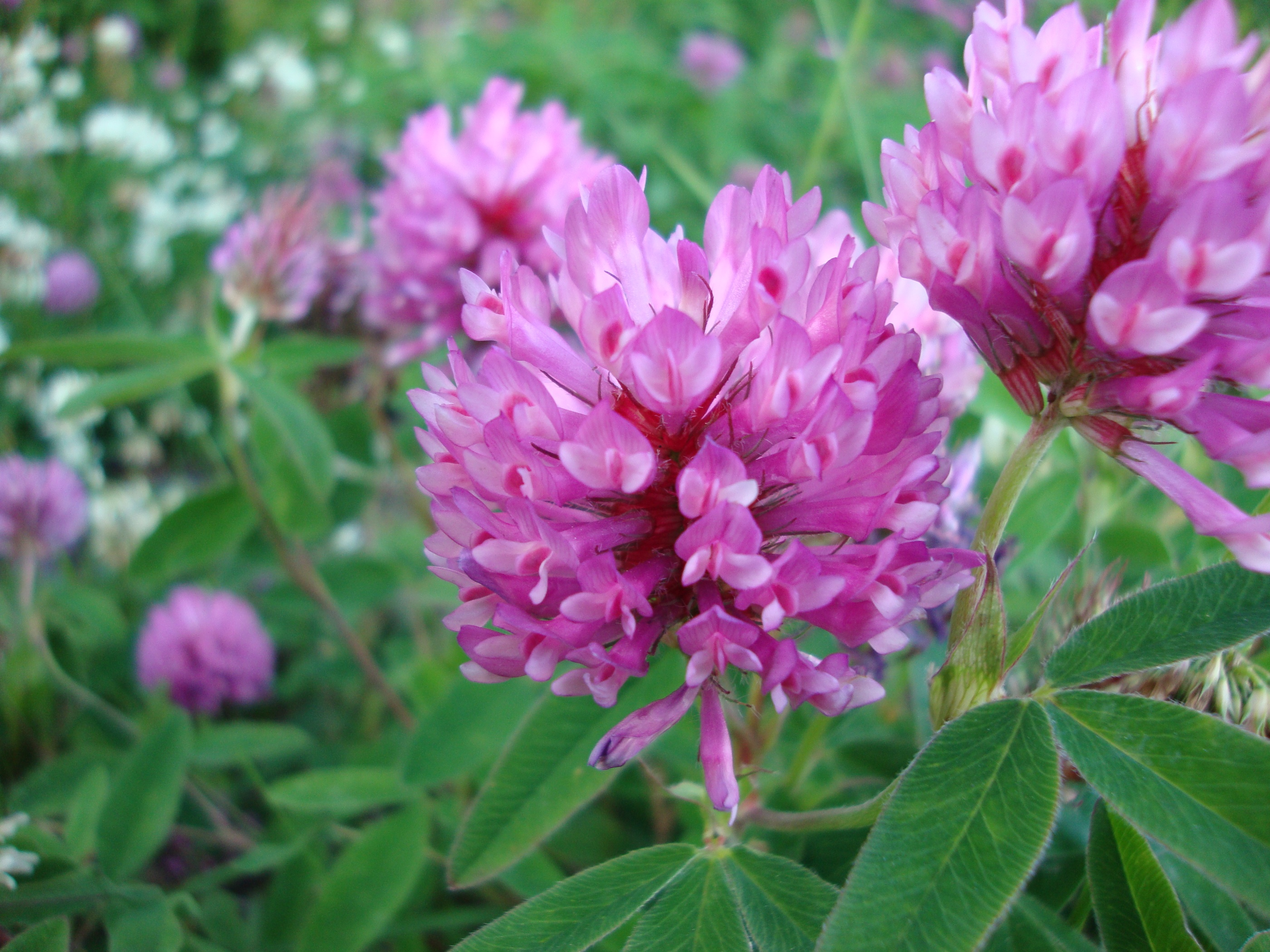
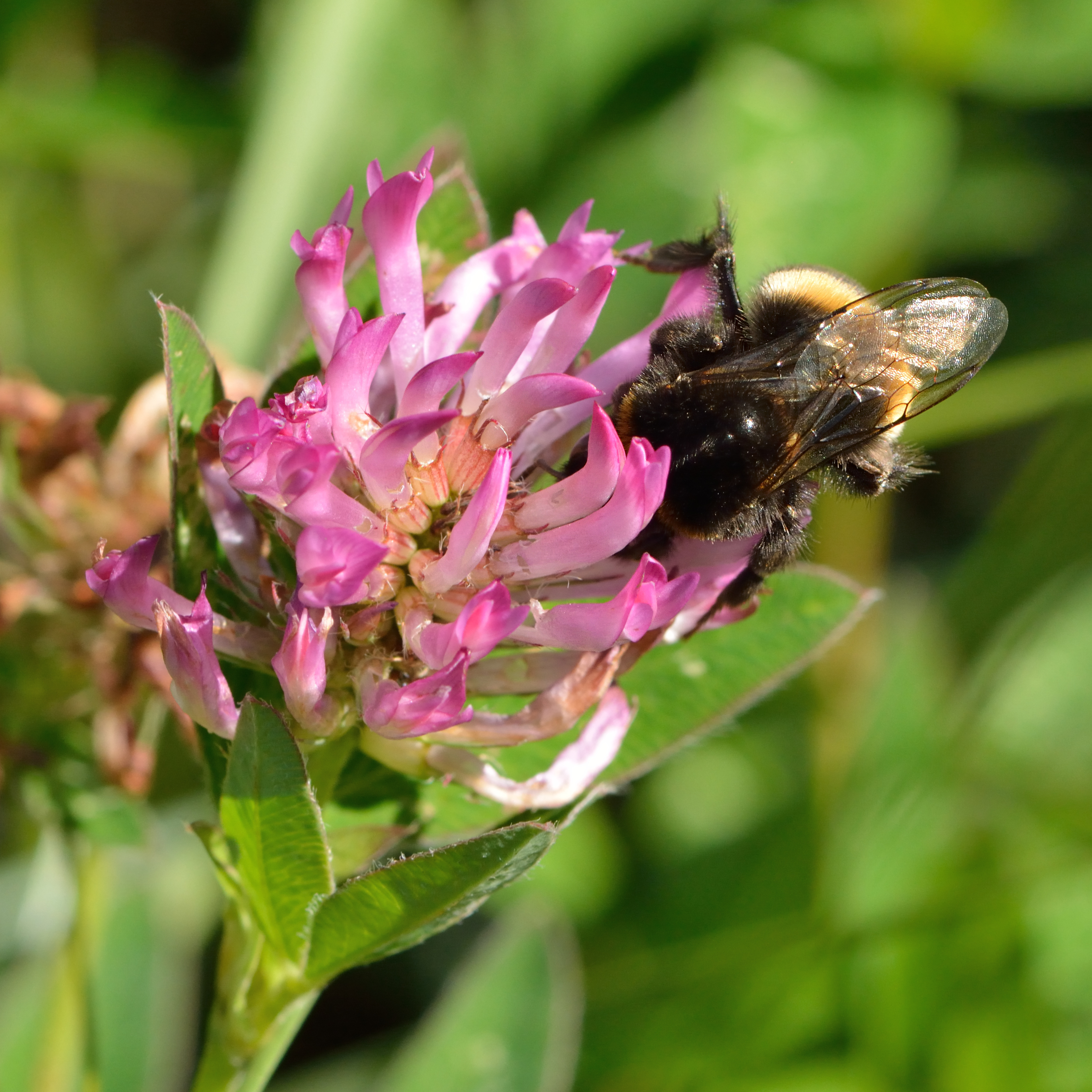